# Michael Rowe
Pour les articles homonymes, voir Rowe.
Michael Rowe (ou 'Mike Rowe') est un musicien et acteur canadien.

## Biographie
Michael Rowe naît en 1960 à Saint Johns en Terre Neuve dans une famille de musiciens. Il commence la batterie à 6 ans.

### Carrière de musicien
En 1996, il joue la batterie dans un groupe de punk/métal nommé Bucket Truck avec Chris Hanley, Matt Wells, Mike Rizkalla et Mike Stewart.
Basé à Saint Johns, le groupe part en 2003 à Halifax avant de se dissoudre en 2007,.
Michael part alors à Vancouver rendre visite à son frère Andrew Rowe, avec qui il décide de se lancer dans le cinéma.

### Carrière d'acteur
En 2007, quand son groupe de musique se dissous, Michael se lance dans le cinéma avec son frère. Pour cela, il prend des cours à Vancouver's Actor's Foundry.
Sa carrière d'acteur commence par des rôles principaux dans des courts-métrages écrits et produits par son frère comme Soapstone Hippo (2009), Lies (2011), Sleepy Stories (2012) et The Business of Acting (2012). Il joue aussi dans un court-métrage de Hayden Woodhead Boltcutter dans le rôle de Jason.
Il continue sa carrière avec des rôles mineurs de soldat (Godzilla, 2014) et de policier (Tomorrowland, 2015).
Il est particulièrement connu pour son interprétation de Deadshot durant les trois premières saisons dans la série Arrow, de 2012 à 2016. Son interprétation du rôle est souvent comparée à celle de Will Smith du film Suicide Squad. Les deux versions du personnage de Deadshot sont considérées comme fidèles aux comics, bien que respectivement uniques[pas clair]. Celle de Michael Rowe est appréciée pour les détails consacrés à l'histoire du personnage, qui explique son dévouement pour son travail. Le personnage est par ailleurs beaucoup plus efficace que dans le film. De plus, dans la version de Rowe, le personnage évolue de vilain à anti-héro, faisant de lui un personnage très apprécié des fans. Enfin, cette version ne semble pas aussi robuste physiquement que d'autre personnage comme Slade Wilson ou même Green Arrow, mais Michael Rowe lui donne néanmoins un pouvoir d'intimidation.
En 2015, il joue à nouveau dans un court-métrage réalisé par son frère, Vehicular Romanticide, ce qui vaudra à Rowe une nomination au Twister Award comme meilleur rôle secondaire.
Il joue aussi le personnage de Ninjak dans la série Ninjak vs. the Valiant Universe, en 2018. La même année, il joue le rôle principal, du film indépendant Crown and Anchor qu'il coécrit et produit avec son frère Andrew Rowe. Ce film lui vaudra d'être nommé pour la meilleure performance d'un rôle principal au Canadian Screen Award.
En 2021, il joue le rôle de Dale dans l'épisode 14 "The Secret Life of Levi", saison 3 de Hudson & Rex.

### Vie privée
Il déménage à Vancouver en 2007; mais quitte la ville pour Los Angeles en 2015 pour son rôle de Deadshot et pour se concentrer sur sa carrière d'acteur.

## Filmographie

### Courts-métrages
- 2009 : Soapstone Hippo: Walter
- 2011 : Lies: Jack
- 2011 : Boltcutter: Jason
- 2012 : Sleepy Stories: David
- 2012 : The Business of Acting: Mark
- 2015 : Vehicular Romanticide: Son homme

### Longs-métrages
- 2013 : Necessary Evil: Super-Villains of DC Comics (documentaire) : Floyd Lawton / Deadshot (archives)
- 2015 : A la poursuite de demain: Policier
- 2017 : Suck it up: Dale
- 2018 : Crown and Anchor: James

### Séries
- 2012-2016 : Arrow : Floyd Lawton / Deadshot
- 2016 : The Flash : Détective Floyd "Deadshot" Lawton
- 2018 : Ninjak vs the Valiant Universe: Colin King / Ninjak
- 2021 : Hudson & Rex: Dale

## Discographie (Bucket Truck)
- 1998: Mr Hero (album):
  - Crack'n Up
  - Speed Freak Show
  - Magically Delicious
  - Kyle's Day Out
  - Rocketmobile
  - The Fight Song
  - Racecars & Burgers
  - Captain Fantastic
  - Page Thirteen
  - Top of the World
  - Dynamo
  - Tuff Stuff
- 2006 : Favour The Bull (album):
  - Textbook Propaganda
  - The Cost
  - These Four Corners
  - Separate, Silence
  - Liberate The Fossils
  - I Can't Erase
  - A Nourishment By Neglect
  - Fat As Pigs
  - Love Note In The Corner
  - Soundproof Neighbours
  - Lucas
- 2006 : The Republic (album):
  - Liberate The Fossils
  - I Am The New York Times
  - People Are Watching
  - Miscommunication